# Sándor József (festő)
Sándor József, 1906-ig Stern (Gyömrő, 1887. december 7. – Budapest, 1936. március 10.) festőművész, grafikus.

## Élete
Stern József és Rosenthal Sára gyermekeként született izraelita családban. Tanulmányait Münchenben folytatta Peter Halm és Angelo Jank növendékeként. 1910-től állított ki Budapesten impresszionista szemléletű utcaképeket. Rézkarcokat is készített. 1913-ban gyűjteményes kiállítást rendezett a Nemzeti Szalonban, s a következő évben ezüstérmet nyert Vízözön című kompozíciójával. Az első világháború alatt tartalékos főhadnagyként szolgált. 1922-ben elnyerte a Lipótvárosi Kaszinó díját. 1918-ban és 1920-ban az Ernst Múzeumban, 1929-ben a Műcsarnokban volt kollektív kiállítása. Tagja volt a Benczúr Társaságnak és a Magyar Rézkarcolók Egyesületének. Néhány műve a Magyar Nemzeti Galéria gyűjteményében található.
Temetése Budapesten, a Farkasréti temetőben volt, ahol a Benczúr Társaság és a Művészbarátok nevében Áldor János László festőművész búcsúztatta.

## Magánélete
Felesége Klein Hilda (1896–1944) volt. A holokauszt áldozata lett.